# Трудова теорія вартості
Трудова́ тео́рія ва́ртості (англ. Labor theory of value (LTV); нім. Arbeitswerttheorie (AWT), Arbeitswertlehre) — економічна концепція, розвинута Вільямом Петті, Адамом Смітом, Давидом Рікардо, Карлом Марксом та іншими економістами.[джерело?]

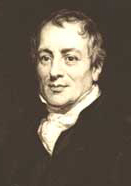
Девід Рікардо — один з засновників трудової теорії вартості.

За цим підходом, кожен товар обмінюється на інший відповідно до кількості суспільно-необхідної праці, затраченої на його виробництво.
Підхід, за яким за основу вартості товару беруть кількість витраченої праці, дістав назву вартісного, а теорія, на якій він заснований — вартісної. Основи вчення трудової теорії вартості заклали англійські класичні економісти Вільям Петті, Адам Сміт, Девід Рікардо. Але найбільш детально її розробив Карл Маркс. Розкриваючи еволюцію форми вартості, він довів, що форма вартості, хоча вона реально й існує, безпосередньо не сприймається, а виявляється лише у мінових відносинах. За Марксом, товар набуває форми вартості лише при зіставленні з іншими товарами. Світовій економічній науці відомі й інші теорії вартості: ті, що в центр уваги ставили витрати, і ті, що перемістили його на кінцеві результати виробництва.
Крім трудової вартості, до «витратних» концепцій належать також теорія витрат виробництва і теорія трьох факторів виробництва. Представники теорії витрат виробництва (Р.Торренс, Н.Сеніор, Дж. Мілль) розглядають витрати виробництва як основу мінової вартості і цін, вважаючи, що нова вартість створюється не лише живою, а й минулою, уречевленою працею.

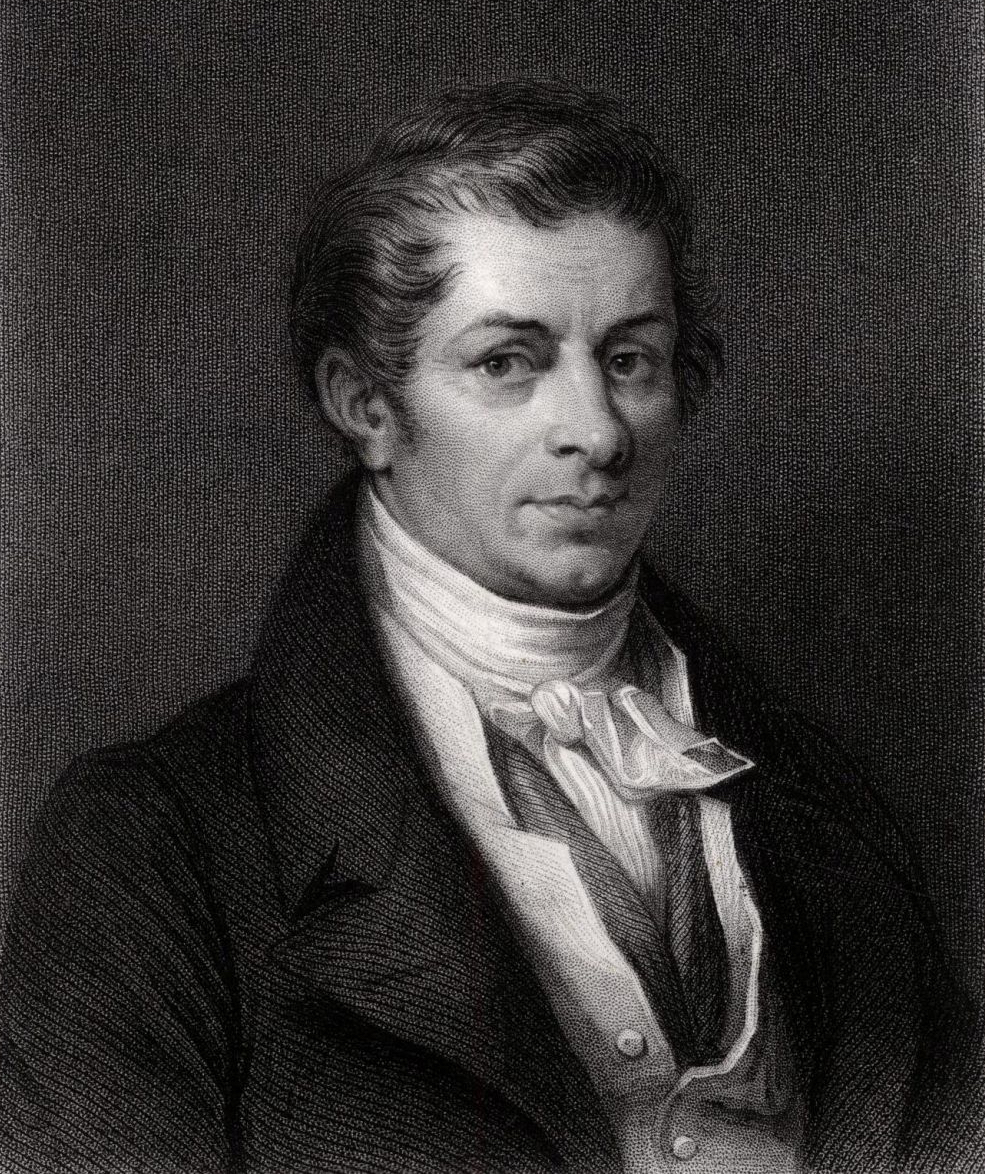
Жан-Батіст Сей — французький економіст.

Французькі економісти першої половини XIX ст. Жан-Батіст Сей і Фредерік Бастіа трактували формування вартості в процесі виробництва як результат витрат трьох його основних факторів: праці, капіталу, землі. Всі вони беруть рівноправну участь у створенні вартості. Кожний з цих факторів «створює» відповідну частину вартості: праця — заробітну плату, капітал — відсоток, а земля — ренту.
Трудова теорія вартості є однією з найпоширеніших, започаткована представниками класичної політичної економії Вільямом Петті, Адамом Смітом, Давидом Рікардо, а пізніше завершена основоположником нового напряму в політичній економії Карлом Марксом.
її прихильники стверджували, що вартість — це суспільна властивість речі. Визначити її безпосередньо в товарі за допомогою певних фізичних чи хімічних досліджень неможливо. Вона виявляється лише у відносинах між товаровиробниками. Основою трудової теорії вартості є визнання праці джерелом багатства, а економічний світ є величезною майстернею, де розгортається суперництво між різними видами праці задля створення суспільного багатства. Найважливішу роль у зростанні продуктивності праці та національного багатства відіграє розподіл праці, завдяки якому вдосконалюються навички кожного працівника, забезпечується економія часу за переходу від однієї операції до іншої, відбувається полегшення і скорочення процесу виробництва. Вартість, за А. Смітом, визначається затраченою працею не однієї конкретної людини, а середньою, необхідною для певного рівня розвитку продуктивних сил, працею, а створюється продуктивною працею. Розподіл праці — головна передумова підвищення її продуктивності. Вартість товару утворює не лише праця, затрачена безпосередньо на його виробництво, а й праця уречевлена.
Уречевлена праця — суспільно необхідна (абстрактна) праця, втілена в життєвих благах, у товарі.

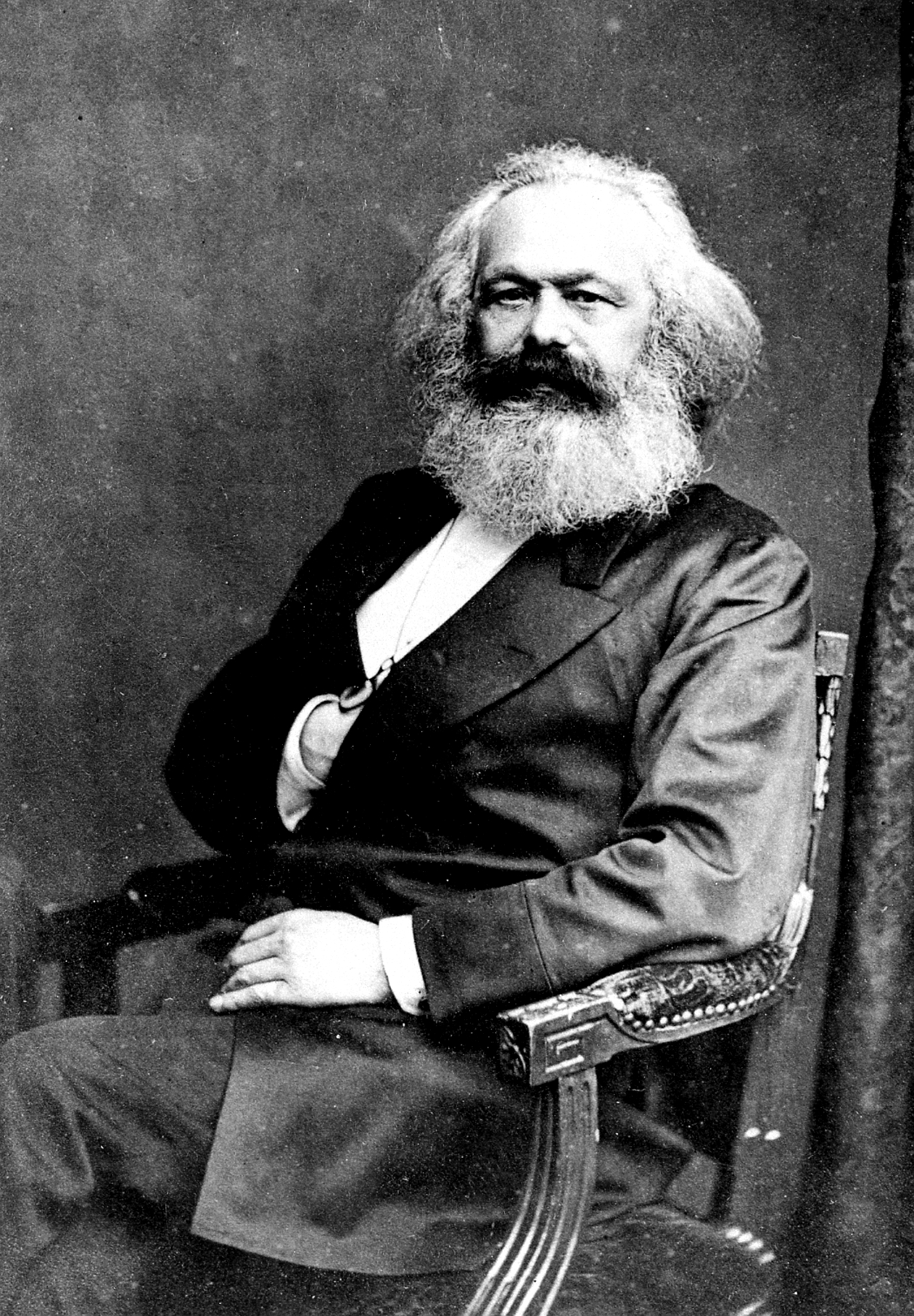
Карл Маркс — адепт трудової теорії вартості.

Значний внесок у розробку трудової теорії вартості зробив К. Маркс, розробивши положення про двоїстий характер праці, втіленої в товарі. Ще до нього економісти дійшли висновку, що товар має дві властивості: вартість і споживчу вартість, але вони не розуміли, що ця двоєдина властивість зумовлена двоїстим характером праці. Опоненти К. Маркса і сьогодні вважають це твердження абстрагованим, відірваним від практики.
Трудова теорія вартості ввійшла в суперечність з прикладними дослідженнями, практичними реаліями. Наприклад, нерідко ціни не лише відхиляються від вартості, але і формуються навколо «контролюючого стрижня», який відрізняється від неї. Не завжди узгоджується з практикою і положення про єдиний вартісно-створюючий чинник.

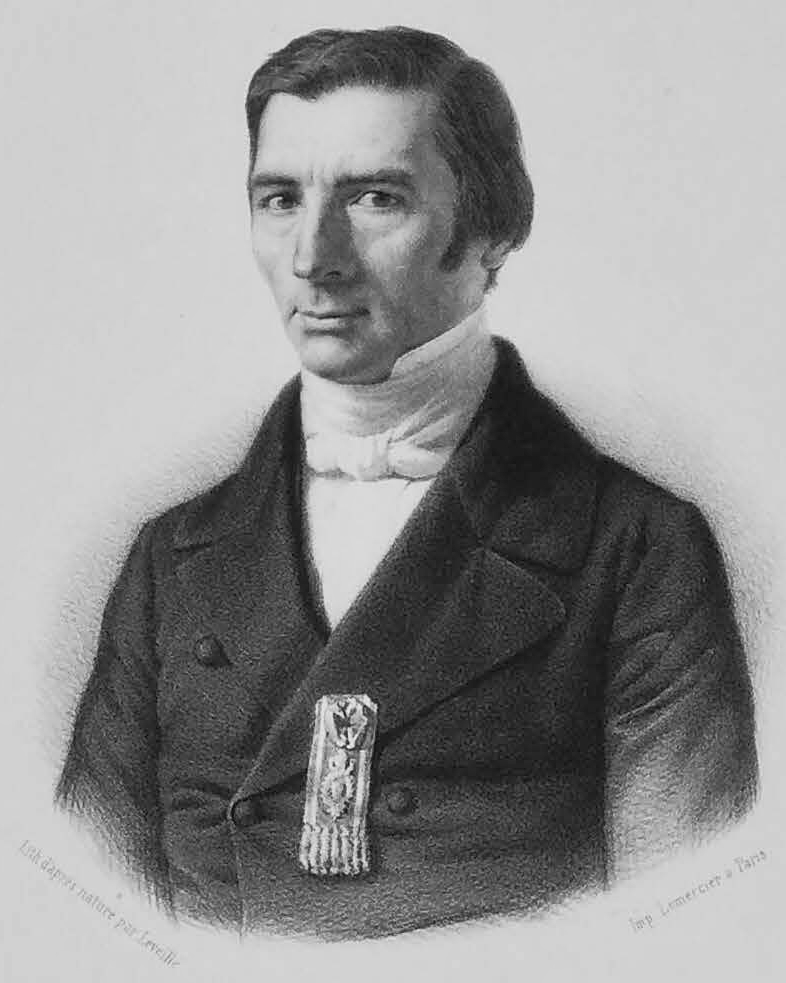
Фредерік Бастіа — видатний французький економіст.

Згідно з трифакторною концепцією, основою вартості є такі фактори виробництва — земля, капітал, праця. Один із родоначальників трифакторної концепції французький економіст першої половини XIX ст. Жан-Батіст Сей (1767—1832) вважав, що у виробництві взаємодіють і доповнюють один одного підприємці, землевласники та робітники. Учасники виробничого процесу не суперечать, а навпаки, доповнюють один одного. Кожний фактор виробництва створює свою частину вартості: капітал — відсоток, праця — заробітну плату, а земля — ренту.
Вагомий внесок у теорію витрат виробництва зробили Фредерік Бастіа (1801—1850, Франція), Джеймс Мілл (1773—1836, Англія), Джон Мак-Куллох (1789—1864, Англія), які намагалися синтезувати різні точки зору на цю проблему. Розглядаючи витрати виробництва як основу мінової вартості й цін, вони дійшли висновку, що нова вартість створюється не лише живою, а й уречевленою працею (в капіталі). Цінність блага залежить від кількості праці, необхідної для його виробництва, але на неї також можуть впливати інші чинники. Джон Стюарт Мілл (1806—1873) проілюстрував це так званим «парадоксом старого вина»: витрати на виробництво молодого і старого вина однакові, а ціни суттєво відрізняються. Звідси висновок — визначаючи цінності, необхідно враховувати не лише трудові витрати.

## Теорія граничної корисності

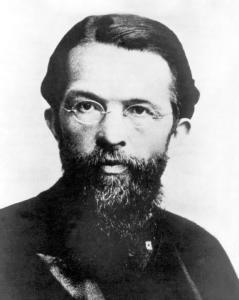
Карл Менгер - один з розробників теорії граничної корисності.

Принципово нові підходи до визначення та аналізу вартості почали формуватися у 70-ті роки XIX ст. Якщо трудова теорія вартості та теорія витрат виробництва давали відповідь на питання — що є основою формування вартості в процесі виробництва, то представники нового напряму відповідали на питання — що є основою попиту на товар, як формується попит, від чого залежать поведінка, вибір покупців. Ці проблеми стали центральними в їхніх дослідженнях і започаткували розробку теорії граничної корисності, яка стала вихідним пунктом маржиналізму, тобто теорії граничних величин. 
Основи теорії граничної корисності було започатковано представниками Саламанкської школи (XVI ст.). У XIX ст. була оформлена прусським (німецьким) економістом Германом Ґоссеном (1810–1858), розвинена Вільямом Джевонсом (1835–1882, Англія), Карлом Менгером (1840–1921, Австрія) та Леоном Вальрасом (1834–1910, Швейцарія). Була розвинута у працях таких економістів, як Фрідріх фон Візер (1851–1926, Австрія), Ейген фон Бем-Баверк (1851–1914, Австрія),  Михайло Іванович Туган-Барановський (1865–1919) та інших. Гранична корисність на сьогодні вважається основною концепцією вартості мейнстрімної економіки.